# George Washington Williams
George Washington Williams (Bedford, 16 de outubro de 1849 — Blackpool 2 de agosto de 1891) foi um soldado da Guerra de Secessão, pastor batista, político, advogado, jornalista e escritor sobre a história afro-americana estadunidense.
Williams tornou-se conhecido por haver sido a primeira pessoa a denunciar as barbáries cometidas no Estado Livre do Congo sob as ordens do rei Leopoldo II da Bélgica, e como pioneiro da historiografia afro-americana.

## Biografia
Williams teve pouca instrução básica e, quase analfabeto, se alistou no 41º Batalhão dos Homens de Cor do Exército da União durante a Guerra Civil, havendo participado das batalhas de Richmond e de Petersburg, sendo finalmente ferido próximo do fim das lutas.
Assim como muitos ex-combatentes após as lutas intestinas dos EUA, se alistou no exército do México na luta contra as pretensões de Maximiliano, cunhado do rei belga Leopoldo II; após esta aventura mexicana, de volta ao seu país se realistou, participando das lutas contra os indígenas.
Em 1868 finalmente abandona a carreira militar e ingressou na Universidade de Howard onde fez rapidamente um curso no qual foi aluno brilhante; próximo a Boston matriculou-se a seguir no Instituto Teológico Newton, onde completou em apenas dois anos o curso de três, proferindo já na formatura um discurso em que prega a igualdade entre brancos e negros — tônica de seus escritos futuros, em que denuncia as desigualdades, os linchamentos, a Ku Klux Klan e controle do Sul pelos brancos.
Em 1874, ano de sua formatura no seminário, assumiu a Igreja Batista de Boston (a principal congregação dos negros locais) e se casou; no ano seguinte resolvera se mudar para Washington, D.C.; na capital do país fundou o jornal Commoner, que recebeu o apoio de figuras como Frederick Douglass, mas que logo veio à falência; muda-se então para Cincinnati onde exerce o ministério e colabora com jornais da cidade, acabando por fundar um periódico próprio.

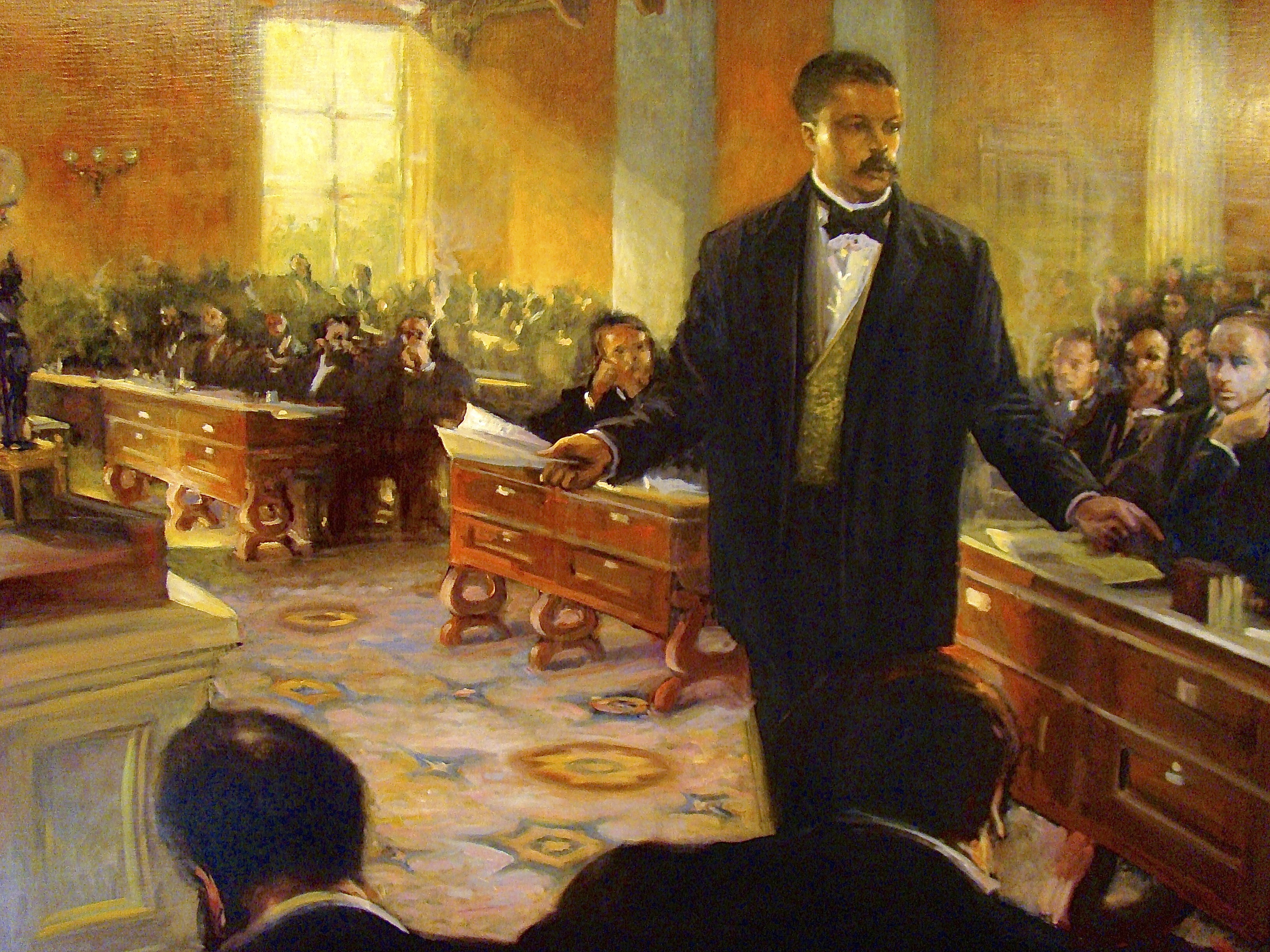
Williams fala no parlamento de Ohio, ele foi o primeiro deputado afro-americano naquele estado.

Numa reviravolta, abandona a carreira eclesiástica e, estudando direito, passa a praticar a advocacia e ingressa na política, sendo o primeiro homem negro a ocupar o legislativo estadual de Ohio, onde fica somente um ano, no qual chocara a sociedade ao se opor com veemência a uma lei que impedia o casamento inter-racial.
Dedica-se a seguir àquela que vem a ser sua maior contribuição: um livro publicado em dois volumes, o primeiro em 1882 e o segundo em 1883, intitulado "História da Raça Negra na América. Negros como escravos, soldados e cidadãos, juntamente com uma consideração preliminar da unidade da família humana, um esboço da história da África e um relato dos governos negros de Serra Leoa e Libéria", obra fruto de intensas pesquisas que o colocou como pioneiro na historiografia estadunidense; granjeou assim renome nacional, sendo um dos grandes palestrantes de seu tempo e conhecendo figuras da sociedade, dentre os quais dois presidentes.
A despeito disto, Williams gastava mais do ganhava e tinha os credores a persegui-lo e diversificava seus projetos; escreveu novo livro sobre os negros na Guerra Civil, recebeu o título honorário de "coronel" por uma das principais associações de veteranos, planejou a aquisição de terras no Novo México para agricultores negros, vindo então a se aproximar do presidente Chester A. Arthur que, admirado com o jovem ativista, o nomeou embaixador do país no Haiti (cargo que nunca ocupou porque, findo o mandato de Arthur, sucumbiu aos boatos sobre suas dívidas).
Na Casa Branca de Chester Arthur Williams foi apresentado ao lobista do rei Leopoldo II, o general Henry Shelton Sanford, que pretendia recrutar negros estadunidenses para o Congo, território onde o monarca europeu pretendia instalar uma colônia particular; iludido com as promessas de uma nova nação que proporcionasse aos negros a possibilidade de progresso, Williams passa a defender a instalação do Congo, então sob a falsa instituição criada por Leopoldo: Associação Internacional do Congo.
Sob o patrocínio de Leopoldo segue para a Europa, de onde escreve sobre as manifestações antiescravistas vividas em Bruxelas, e se apresentando como "coronel"; o rei belga causa-lhe as melhores impressões, e sobre suas intenções Williams escreve serem cristãs e desinteressadas; recebe apoio ao seu projeto de levar negros da América para África mas, nos Estados Unidos, seus compatriotas se mostraram céticos em relação à vida naquele continente; Williams então decide ser o momento de escrever sobre o Congo e, para custear a expedição, consegue um pequeno apoio do magnata Collis P. Huntington e um dúbio apoio do presidente Benjamin Harrison; passando antes por Bruxelas, entretanto, ali os emissários do rei tentam dissuadi-lo do propósito de visitar as terras africanas.
Apesar disto, parte para a África em janeiro de 1890; ali percorre todo o continente, conhecendo figuras de proeminência como o vice-presidente do Transvaal ou o sultão de Zanzibar, vindo ali a se tornar membro honorário da "Sociedade Inglesa" local; demora-se, entretanto, no Congo, percorrendo a região das corredeiras do rio Congo a pé, e a seguir nos barcos a vapor ali instalados por Leopoldo; constata uma realidade bem diversa daquela descrita por exploradores brancos, como Henry Morton Stanley e descreve o lugar como "a Sibéria do continente africano", e redige um libelo acusatório contra o rei dos belgas, reportando a ilusão criada da qual ele próprio fora um dia defensor, através de uma "carta aberta" a Leopoldo.
A seguir à carta, redige um relatório ao presidente dos Estados Unidos onde reporta casos de escravidão, assassinato de moradores ora para conseguir o trabalho servil ou mesmo por esporte, rapto de mulheres, dentre muitas outras atrocidades criminosas, em oposição a tudo quanto o rei Leopoldo pregava de seu "empreendimento humanitário" em África; em seus escritos Williams usa contra o monarca uma acusação até então inédita, e que viria a ser um delito internacional reconhecido: era Leopoldo autor de "crimes contra a humanidade".
Leopoldo reagiu à repercussão dos escritos de Williams, desacreditando-lhe a imagem, sobretudo pelo fato de dizer-se "coronel" sem nunca haver ocupado tal posto. No começo de 1891 ele havia concluído sua jornada africana no Cairo onde, já sem recursos e padecendo de tuberculose, pede desesperadamente auxílio ao presidente dos Estados Unidos e a seus benfeitores, sem obter sucesso; ainda assim convence os ingleses a lhe enviarem um médico e parte da capital egípcia para Londres num vapor em que conhece uma governanta britânica que voltava da Índia e logo fica dela noivo; na capital do Reino Unido se instala em casa da noiva, onde a doença se agrava vindo finalmente a matá-lo, com apenas quarenta e um anos de idade.

## Avaliação crítica
O trabalho historiográfico de Williams foi inovador nesta área nos Estados Unidos, onde as obras existentes eram panegíricos, revelou um trabalho realmente científico; analisada, assim como sua vida, na obra biográfica realizada pelo professor da Duke University John Hope Franklin, "George Washington Williams - a biography" no qual trabalhou por quarenta anos, tem-se que Williams realizou um trabalho investigativo sério como historiador, aliado a ser em parte uma autobiografia uma vez que ele conhecera pessoalmente boa parte das personalidades retratadas.
Na vida pessoal de Williams o prof. Franklin registrou que este sempre se voltava contra aqueles que o ajudaram, sem se abalar seguindo em frente; cita como um dos exemplos deste comportamento errático sua breve legislatura por Ohio, onde contrariou seus eleitores quando deu seu apoio a uma legislação que proibia serem os negros sepultados num subúrbio de Cincinnati; mesmo não tendo sido aprovada, os que nele votaram nunca o perdoaram; "Rompeu com seus amigos, brigou com seus aliados, negligenciou e finalmente abandonou sua família", segundo diz Franklin, e o fato de fazer as pessoas acreditarem que havia estudado em Harvard.
A despeito disso, Williams conseguia superar os reveses e quase foi nomeado embaixador dos Estados Unidos no Haiti, sendo para este cargo preterido em favor de Frederick Douglass.

## Publicações
- History of the Negro Race in America From 1619 to 1800 (vol 1) and 1800–1880 (vol 2): Negroes As Slaves, As Soldiers, and As Citizens (1882) Texto integral no Internet Archive (em inglês)
- A History of the Negro Troops in the War of the Rebellion, 1861–1865 (1888) Texto integral no Internet Archive (em inglês)